# Logica nova
 (février 2023).
Si vous disposez d'ouvrages ou d'articles de référence ou si vous connaissez des sites web de qualité traitant du thème abordé ici, merci de compléter l'article en donnant les références utiles à sa vérifiabilité et en les liant à la section « Notes et références ».
Le terme de logica nova désigne un ensemble de quatre textes d'Aristote redécouverts au XIIe siècle, intense période de traductions, en particulier grâce aux travaux de Jacques de Venise, et venant s'ajouter aux classiques de la logique déjà connus (dont deux textes d'Aristote) et constituant donc la logica vetus.
- Premiers Analytiques
- Seconds Analytiques
- Topiques
- Réfutations sophistiques

Le terme est utilisé au moins jusqu'au XVIIe siècle (Logica vetus et nova de Johann Clauberg).